# Фрейре де Андраде, Бернардим
Бернардим Фрейре де Андраде и Кастро (Лиссабон, 18 февраля 1759 года — Брага, 17 марта 1809 года), более известный как Бернардим Фрейре или Бернардино Фрейре – генерал-офицер португальской армии. Он был убит во время Пиренейской войны.

## Ранние годы и начало военной карьеры
Родился в Лиссабоне в семье Фернандо Мартинса Фрейре де Андраде и Кастро, и его жены Жоаны де Ленкастре Форьяз.
С детства готовившийся к военной карьере, в 1781 году, после учёбы в доуниверситетском учебном заведении для аристократов Colégio dos Nobres, он был зачислен курсантом в пехотный полк Пенише, в то время входящий в состав лиссабонского гарнизона.
Был произведён в альфересы 25 апреля 1782 года и направлен в 5-ю роту вышеупомянутого полка. 9 октября 1782 года был повышен до лейтенанты, 27 апреля 1787 года — до капитана, 27 февраля 1790 года — до майора, а 24 сентября 1791 года — до подполковника. На протяжении всего этого периода он оставался в 5-й роте пехотного полка Пенише в лиссабонском гарнизоне.

## Война Первой коалиции и Апельсиновая война
В составе той же роты был отправлен в 1793 году в Каталонию, где был включён в состав Вспомогательной армии испанской короны и участвовал в войне в Пиренеях против французских войск. Он был ранен во время атаки возле Мадалены в Каталонии, и 17 декабря 1794 года был произведён в полковники своего полка.
С заключением Базельского мира в июле 1795 года, положившего конец военным действиям, он вернулся в Лиссабон, и 25 января 1795 года получил звание бригадира. Служил в гарнизон столицы.
В 1800 году был назначен губернатором и генерал-капитаном Сан-Паулу в Бразилии, но не успел покинуть Лиссабон, так как именно в это время произошли события, которые привели к Апельсиновой войне против Королевства Испания. Затем он был назначен командиром бригады гренадеров и касадоров Армии Алентежу, и когда в мае того же года начались военные действия, он участвовал в битве при Арроншише, где способствовал смягчению последствий поражения португальских войск под командованием генерала Каркома Лобо.
После войны он вернулся в лиссабонский гарнизон, приняв участие в нескольких комиссиях, созданных в рамках реформы португальской армии, проводимой по итогам тяжёлого поражения в ходе конфликта 1801 года. 25 февраля 1807 года он был произведён в фельдмаршалы и в тот же день назначен губернатором вооружённых сил военного округа Порту, войска, известного в то время как партия Порту.

## Пиренейская война

### Регентский совет
С вторжением и оккупацией Португалии французскими войсками во главе с генералом Жаном Андошем Жюно, которое произошло в ноябре 1807 года, он получил разрешение регентского совета на отставку из армии, и уехал в Коимбру в компании своего двоюродного брата, Мигеля Перейры Форьяза, который впоследствии был секретарём регентского совета.
Он находился в этом городе, когда произошло Мадридское восстание 2 мая 1808 года, всколыхнувшее не только Испанию, но и Португалию. Летом 1808 года, когда народное восстание против французской оккупации широко распространилось, он отправился в Порту, чтобы вернуться на службу. Его сопровождал его двоюродный брат Мигель Перейра Форьяз. Оба они заняли видные должности в Верховной правящей хунте Королевства Португалия, которая была сформирована в этом городе. Мигель Перейра Форьяз принял на себя административную часть, а Бернардим Фрейре — реорганизацию португальской национальной армии, которая была распущена оккупационным правительством Франции.

### Операционная армия Эстремадуры
Фрейре, используя войска и оружие, имеющиеся в городе Порту и его окрестностях, организовал небольшую армию, которая под названием «Операционная армия Эстремадуры» (порт. Exército de Operações da Estremadura) направилась в Коимбру, куда прибыла 5 августа 1808 года. Она была направлена поддерживать левый фланг британских сил под командованием генерала Артура Уэлсли, будущего герцога Веллингтона. Несмотря на то, что силы Бернардима Фрейре были плохо подготовлены и оснащены, их численность уже достигла 10 тыс. человек. Вскоре после этого он впервые встретился с генералом Уэлсли в Монтемор-у-Велью, который, оценив состояние португальских войск, решил включить в свои ряды всего лишь около 1,5 тыс. солдат, но снабдил португальцев оружием и некоторыми припасами.
На этой встрече было решено, что португальцы будут защищать левый фланг англичан, которые будут идти на юг вдоль побережья, поскольку, по словам Уэлсли, одних лишь воли и патриотизма будет недостаточно, чтобы противостоять французам. Затем он рекомендовал использовать все возможности, чтобы задержать выход португальских сил в Лейрии, чтобы их можно было хоть немного подготовить.
Военные и политические решения Бернардима Фрейре, особенно решение не объединять свои войска с силами британской армии, были противоречивыми, хотя действия его войск и войск генерала Мануэля Пинту де Мораиш Баселара препятствовали попыткам корпуса генерала Луи Анри Луазона присоединиться к корпусу генерала Анри-Франсуа Делаборда. Эта задержка позволила англичанам встретиться в битве при Ролисе 17 августа только с войсками Делаборда, и успеть получить подкрепление, необходимое для разгрома французской армии Жюно в битве при Вимейру 21 августа.
Решение не сопровождать британские силы означало, что Фрейре не участвовал ни в одном из сражений и что когда он, наконец, прибыл в район Торриш-Ведраш, Синтрская конвенция уже была согласована, и протестовать было уже бесполезно.
После подписания Синтрской конвенции и эвакуации французской армии из Португалии он вернулся в Порту. Тут он принял командование вооруженными силами Порту и Миньо, которые готовились защитить Португалию от весьма вероятного возвращения французов и поддержать испанские силы в изгнании наполеоновской армии с остальной части Пиренейского полуострова.

### Второе вторжение французов
Вернувшись на должность военного губернатора Порту, 2 октября 1808 года он был произведён в генерал-лейтенанты. В начале 1809 года он получил миссию по защите границы Миньо, когда приближалось второе французское вторжение под командованием генерала Никола Жана де Дьё Сульта.
30 января 1809 года он покинул Порту с небольшой и дезорганизованной армией, и хотя регентский совет указал, какие места он должен защищать, это было невозможно из-за быстроты наступления французов и продолжающейся нехватки оружия и обученных солдат. Несмотря на это, в феврале он сумел предотвратить переправу войск под командованием Сульта через реку Миньо в Вила-Нова-ди-Сервейра и Каминье, однако не смог препятствовать вторжению в Траз-уш-Монтиш.
Он также попытался выбрать подходящее место между Брагой и Руйвайншем, где можно было бы создать линию обороны, однако его действия столкнулись с огромными трудностями, в частности с недисциплинированностью, царившей в его армии, и решил уйти в Порту. Его солдаты, поддавшись влиянию местных жителей, поверили, что он решил открыть путь для французов, взбунтовались и арестовали его.

### Гибель
Поначалу ему удалось справиться с этой сложной ситуацией при помощи Антонио Бернардо да Силвы, командира орденансов (ополченцев), который возражал тем, кто обвинял Бернардима Фрейре в коллаборационизме и сдаче страны французам, но позже он не смог ничего сделать, когда ополченцы вместе с крестьянами вновь решили линчевать Фрейре.
В то время прусский офицер Кристиан Адольф Фридрих Эбен, более известный как барон Эбен, командовал британским полком в Порту. Он спас Фрейре от мятежников и хотел отвести его в казармы. Их окружила толпа, требовавшая выдачи Фрейре. Эбен решил отправить его в тюрьму Браги, чтобы укрыть от мятежников. Однако небольшого сопровождающего отряда, который он выделил, оказалось недостаточно, и в тот же день, 18 марта 1809 года, Фрейре был убит возле тюрьмы Браги. Вскоре после этого его квартирмейстер, генерал Кастодио Хосе Гомес Вилас Боас, также был линчёван ополченцами, которые обвинили его в помощи французским захватчикам.
В последующие дни произошла битва при Браге, и только 21 октября, после того, как слухи о его предательстве были окончательно рассеяны, в его память были проведены религиозные церемонии.